# Turócborkút
Turócborkút (1899-ig Budis, szlovákul: Budiš, németül: Budisch) falu Szlovákiában, a Zsolnai kerületben, a Stubnyafürdői járásban. Magyar nevét savanyúvizeiről kapta.

## Fekvése
Turócszentmártontól 32 km-re délnyugatra.

## Története
A települést a vlach jog alapján alapították a 16. század elején, 1616-ban említik először. Első lakói betelepülésük fejében mentesültek az adófizetés alól. Nemesi község, a 17. században a Horváth, majd 1695-től részben a Rakovszky család birtoka. 1715-ben 7 háztartása volt. 1785-ben 22 házában 136 lakos élt.
A 18. század végén Vályi András így ír róla: „BUDICH. vagy Budis. Tót falu Turócz Vármegyében, birtokosa Rakovszky Uraság, lakosai katolikusok, fekszik Tót Prónának szomszédságában, mellynek filiája, Nyitra Vármegyének szomszédságában; nevezets savanyú vizéről, határbéli földgyének 1/4. középszerű, melly rozsot terem, 3/4. része pedig sovány a’ hegyeken, és nehezebben miveltetik, réttye kétszer kaszáltatik, legelője elegendő, fája épűletre az Uraság tudtával; a’ községnek van két réttye, második Osztálybéli.”
1828-ban 26 háza és 200 lakosa volt. A faluban fűrésztelep és malom is működött. Lakói mezőgazdasággal, erdei munkákkal, szövéssel foglalkoztak. A trianoni diktátumig Turóc vármegye Stubnyafürdői járásához tartozott.

## Népessége
| Év:            | 1994. | 2004.   | 2014.   | 2024.   |
| -------------- | ----- | ------- | ------- | ------- |
| Emberek száma: | 198   | 211     | 201     | 197     |
| Eltérés:       |       | +6,56 % | -4,73 % | -1,99 % |

| Év:            | 2023. | 2024.   |
| -------------- | ----- | ------- |
| Emberek száma: | 196   | 197     |
| Eltérés:       |       | +0,51 % |

1910-ben 264, túlnyomórészt szlovák lakosa volt.
2001-ben 216 lakosából 215 szlovák volt.
2011-ben 208 lakosából 201 szlovák.

## Nevezetességei
A község ásványvíz forrásairól nevezetes. 1573-ban egy Nicolas Paul Brictus nevű bencés szerzetes fedezte fel a jóízű borvizet. 1964-től ásványvíz-palackozó üzem működik a községben. A borvizet 1979 óta Budiš néven palackozzák. Szlovákia egyik legkedveltebb ásványvize.

## Külső hivatkozások
- E-obce.sk Archiválva 2010. február 18-i dátummal a Wayback Machine-ben
- Községinfó
- Turócborkút Szlovákia térképén
- Eobec.sk